# Wielkopolski System Szlaków Rowerowych
Wielkopolski System Szlaków Rowerowych – sieć szlaków rowerowych w województwie wielkopolskim ujednolicona i oznakowana przez Departament Sportu i Turystyki Urzędu Marszałkowskiego Województwa Wielkopolskiego. Zawiera szlaki o randze regionalnej, z których każdy przekracza 100 km długości. Część szlaków ma swój początek na  Poznańskim Węźle Rowerowym u zbiegu ulic abpa Baraniaka i Jana Pawła II.
Lista szlaków:
| Nazwa                                                 | Kolor oznakowania | Długość | Mapa online |
| ----------------------------------------------------- | ----------------- | ------- | ----------- |
| Piastowski Trakt Rowerowy                             | czarny            | 104 km  | link        |
| Szlak Stu Jezior                                      | czarny            | 109 km  | link        |
| Pierścień Rowerowy dookoła Poznania                   | pomarańczowy      | 164 km  | link        |
| Transwielkopolska Trasa Rowerowa – odcinek północny   | zielony           | 200 km  | link        |
| Transwielkopolska Trasa Rowerowa – odcinek południowy | zielony           | 270 km  | link        |
| Ziemiański Szlak Rowerowy                             | zielony           | 242 km  | link        |
| Nadwarciański Szlak Rowerowy – odcinek wschodni       | niebieski         | 248 km  | link        |
| Nadwarciański Szlak Rowerowy – odcinek zachodni       | niebieski         | 123 km  | link        |
| Bursztynowy Szlak Rowerowy                            | zielony           | 200 km  | link        |

## Linki
- Zarząd Dróg Miejskich w Poznaniu